# 米爾堡 (密歇根州)
米爾堡（英語：Millburg）是位於美國密歇根州貝林縣的一個普查規定居民點。

## 人口
根據2020年美國人口普查的數據，米爾堡的面積為4.71平方千米，當中陸地面積為4.69平方千米，而水域面積為0.02平方千米。當地共有人口578人，而人口密度為每平方千米122.72人。